# 張建艇
張建艇（1985年1月9日—），中國男子拳擊運動員，出生於浙江溫州，代表北京。

## 生涯
張建艇早年時期於北京參與拳擊運動的訓練，後來在2000年時入選北京拳擊隊，高明為他的教練。6年後，他晉升至國家隊，教練是高振國。
2001年及2002年，張建艇於全國青年錦標賽中兩度奪得了75公斤級小項的冠軍。而在2003年中，他在該賽事中取得亞軍。2006年5月，他在「中國VS哈薩克拳王對抗賽」中贏得了75公斤級小項的金腰帶。同年的全國錦標賽中，他首次成為冠軍得主。隨後在多哈舉行的亞運中，他於拳擊項目75公斤級小項半決賽中以14:25不敵烏茲別克對手，最終為中國增添一面銅牌。

## 資料來源
1. ↑  優秀運動項目 的存檔，存档日期2007-06-12.
2. ↑  .   [2007-06-27]. （原始内容存档于2016-03-05）.
3. ↑  .   [2011-12-02]. （原始内容存档于2009-12-01）.